# Holly Valance
Holly Valance (nome artístico de Holly Vukadinović; Fitzroy, Victoria, 11 de maio de 1983) é uma atriz e cantora australiana de origem inglesa e sérvia. Holly começou na moda, através de um catálogo comercial de Melbourne, e logo estava nas passarelas mais importantes do mundo.
Com 16 anos, Holly entrou no elenco da série televisiva australiana Neighbours, fazendo o papel de Felicity 'Flick' Scully de 1999 até 2002 e de novo em 2005. Ela também entrou no mundo da música, chegando ao sucesso com o single  "Kiss, Kiss", que se tornou um sucesso em seu país natal e na Europa, chegando ao número um da Austrália e do Reino Unido. Se seguiram, como singles, os temas "Down Boy" (número 2 na Austrália e número 3 no Reino Unido) e "Naughty Girl"  (número 3 na Austrália e número 16 no Reino Unido).

## Início
Valance nasceu em Fitzroy, um subúrbio de Melbourne, filha de um pai sérvio, Rajko Vukadinovic, e mãe inglesa, Rachel (nome de solteira: Stephens), de descendência espanhola. Seu pai era músico, tocava piano e foi um modelo para Valance em seus anos em Belgrado, quando era jovem. Sua mãe, cujo pai era um parente de Benny Hill, foi modelo no Reino Unido. Ela tem duas irmãs, Coco e Olympia. Olympia é atriz, tendo interpretado a personagem Paige Smith em Neighbours. Todas as três irmãs mantém a dupla cidadania australiano-britânica. Valance cresceu em Melbourne e mudou-se para o Reino Unido quando tinha 18 anos. Depois de dois anos no Reino Unido, ela se mudou para Los Angeles, onde passou sete anos.

## Vida pessoal
Teve um relacionamento de longa data com o também ator Alex O´Loughlin, de 2003 a 2005. Em 2009, havia boatos que ela namorou com o cantor de electropop Frankmusik, porém foi confirmado que ela estaria apenas gravando uma cena amorosa com ele em um videoclipe. Ela teria cobrado 60 mil libras pela uma aparição de aproximadamente 20 segundos. Ela assinou um contrato com a marca de cerejas Gold: a principal marca rival Heineken teria comprado Holly por aproximadamente 1 milhão de libras. Ela também participou da jogada de marketing da Gallo Moscato, aonde obteve um cache milionário.
Em 2011, Holly participou do Strictly Come Dancing com o dançarino profissional Artem Chigvintsev, aonde saíram vitoriosos. Em 2013, também liderou como jurada do programa Vestida para Matar, divulgado no Brasil, pelo Discovery Home & Health, em Portugal. Para além disso, Valancepatrocinou o 1800 Reverse, uma companhia telefônica na Irlanda. Em 2012, ela casou com o chefe executivo da Citroën, Nick Candy, em um casamento de 13 milhões de dólares. Ela anunciou a gravidez. No dia 21 de dezembro de 2013, Holly deu à luz uma menina chamada Luka Violet Toni Vukadinović Candy.
Em 2009, ela anunciou que lançaria um single em 2009 intitulado "Superstar". Porém esse lançamento foi cancelado em prol de outros projetos comerciais. Mais tarde, ela anunciou pelo Twitter que após a maternidade lançaria um álbum novo, e assinou um contrato para ser motion capture de Ultra Street Fighter IV e Tekken X Street Fighter. Por três vezes Valance ganhou o ranking da FHM de mulher com o corpo mais escultural e ganhou duas vezes como o rosto mais perfeito do mundo pela revista People.

## Problemas judiciais
Em 2003, Valance demitiu seu então gerente Scott Michaelson por telefone, 15 meses antes de seu contrato expirar. A Biscayne Partners Pty Ltd processou Valance Corp., ganhou o caso e foi indemnizada pelo Supremo Tribunal de Nova Gales do Sul.
Durante o julgamento, a mãe de Valance alegou que Michaelson havia sido negligente como gerente, o que a obrigou a assumir a partir dele. Delta Goodrem,  ex-coestrela de Neighbours, também deu provas de que Valance "disse que ela estava se sentindo mal, um pouco estressada, porque ela estava deixando Scott" e que "ela disse que os advogados de sua gravadora iriam tirá-la do contrato, então decidiu trabalhar por si mesma".
No tribunal, Valance negou que ela tivesse dito isso para Delta, mesmo que ela tinha assinado uma declaração afirmando que ela não tinha nenhuma lembrança da conversa.
O juiz Clifford Einstein disse: "Eu tenho dado a máxima atenção à questão da existência ou não das circunstâncias atualmente perante o Tribunal que fazer, parece-me, mostram um desrespeito calculado dos direitos da Biscayne, bem como uma busca cínica de benefício". O tribunal ordenou posteriormente que a Valance Corp. pagasse 350 mil dólares para a Biscayne Partners Pty. Ltd. Desse montante, 47.264,56 dólares eram "de ações que Valance e Michaelson "haviam comprado juntos na Bolsa de Valores de Londres", embora o tribunal não tenha concedido a favor da Biscayne receber uma porcentagem das vendas do segundo e último álbum de Valance, State of Mind, lançado em 2002.

## Discografia
Álbuns de estúdio
- Footprints (2002)
- State of Mind (2003)

## Filmografia
| Ano  | Título             | Papel          | Notas      |
| ---- | ------------------ | -------------- | ---------- |
| 2006 | DOA: Dead or Alive | Christie Allen |            |
| 2008 | Taken              | Sheerah        |            |
| 2009 | X Returns          | Sammy Walters  | Short film |
| 2009 | Kambakkht Ishq     | Herself        |            |
| 2010 | Luster             | Sally          |            |
| 2011 | Surviving Georgia  | Rose           |            |
| 2011 | Big Mamma's Boy    | Katie          |            |
| 2012 | Red Herring        | Angela         |            |

| Ano             | Título                   | Papel              | Notas                                          |
| --------------- | ------------------------ | ------------------ | ---------------------------------------------- |
| 1999–2002, 2005 | Neighbours               | Felicity Scully    | Papel principal                                |
| 2004            | CSI: Miami               | Kay Coleman        | "Addiction" (Season 3, Episode 11)             |
| 2005            | Entourage                | Leanna             | "My Maserati Does 185" (Season 2, Episode 2)   |
| 2005            | CSI: NY                  | Lydia              | "YoungBlood" (Season 2, Episode 6)             |
| 2005–2006       | Prison Break             | Nika Volek         | Temporadas 1 e 2                               |
| 2007            | Moonlight                | Lola               | "B.C." (Season 1, Episode 6)                   |
| 2007            | Shark                    | Christina Shaw     | "Every Breath You Take" (Season 2, Episode 10) |
| 2008            | Valentine                | Vivi Langdon       | "Act Naturally" (Season 1, Episode 3)          |
| 2010            | Agatha Christie's Marple | Kanga              | "The Pale Horse" (Season 4, Episode 1)         |
| 2011            | Strictly Come Dancing    | Concorrente        | Temporada 9                                    |
| 2013–2014       | Vestida Para Matar       | Ela mesma / Jurada |                                                |

| Ano  | Título                                    | Papel                                          | Notas                                     |
| ---- | ----------------------------------------- | ---------------------------------------------- | ----------------------------------------- |
| 2009 | Command & Conquer: Red Alert 3 – Uprising | Brenda Snow                                    |                                           |
| 2009 | Resident Evil 5                           | Sheva Alomar / Jill Valentine / Excella Gionne | Captura de movimentos                     |
| 2012 | Resident Evil 6                           | Helena Harper / Ada Wong / Carla Radames       | Captura de movimentos                     |
| 2015 | Tekken 7                                  | Nina Williams / Anna Williams / Kazumi Mishima | Captura de movimentos — Dublagem Européia |

## Prêmios e nomeações
| Ano  | Prêmio                     | Categoria                                       | Title of work | Result   |  |
| ---- | -------------------------- | ----------------------------------------------- | ------------- | -------- |  |
| 2000 | Logie Award                | Most Popular New Talent - Female                | Neighbours    | Indicado |  |
| 2002 | ARIA Award                 | Highest Selling Single                          | "Kiss Kiss"   | Indicado |  |
| 2002 | ARIA Award                 | Best Female Artist                              | "Kiss Kiss"   | Indicado |  |
| 2002 | ARIA Award                 | Breakthrough Artist – Single                    | "Kiss Kiss"   | Indicado |  |
| 2002 | ARIA Award                 | Best Pop Release                                | "Kiss Kiss"   | Indicado |  |
| 2002 | MTV Video Music Awards     | International Viewers Choice Awards - Australia | "Kiss Kiss"   | Venceu   |  |
| 2003 | Disney Channel Kids Awards | Breakthrough Artist                             | Ela mesma     | Venceu   |  |
| 2003 | Disney Channel Kids Awards | Best Single                                     | "Kiss Kiss"   | Venceu   |  |